# Ormiscodes albofasciata
Ormiscodes albofasciata är en fjärilsart som beskrevs av Johnson och Michener 1948. Ormiscodes albofasciata ingår i släktet Ormiscodes och familjen påfågelsspinnare. Inga underarter finns listade i Catalogue of Life.